# Calancatal

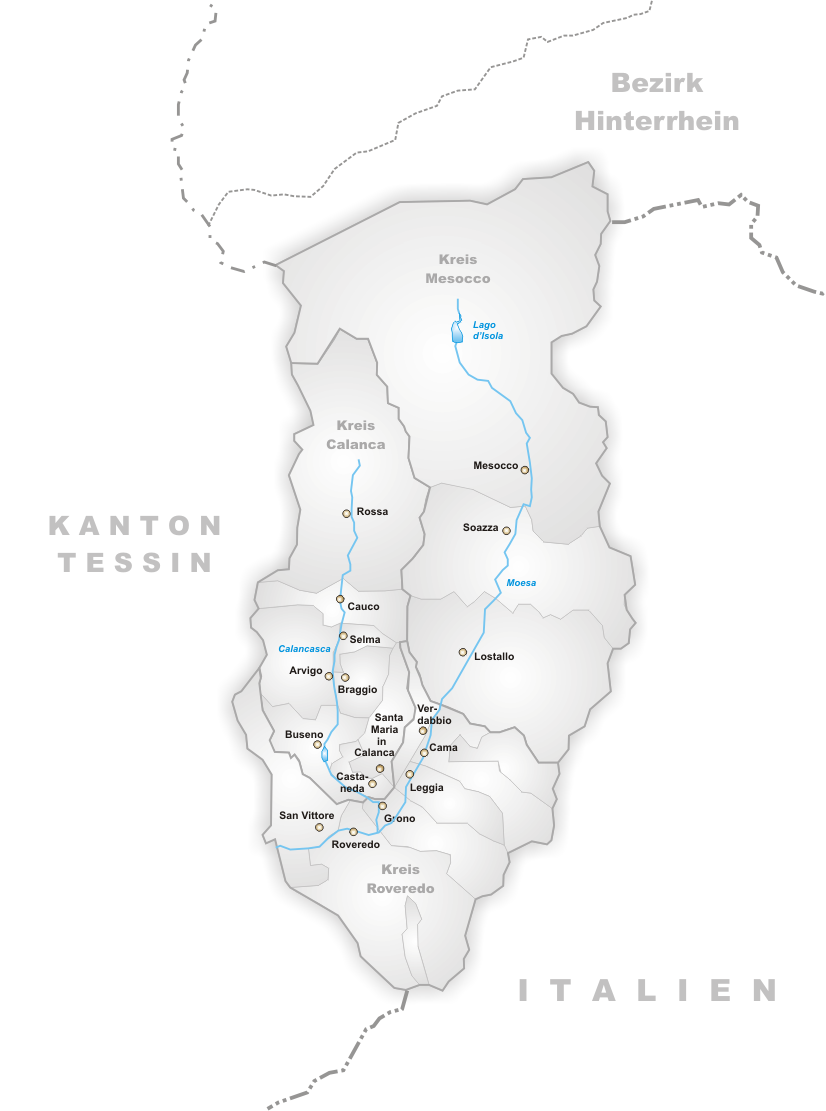
Gemeinden des Bezirks Moesa

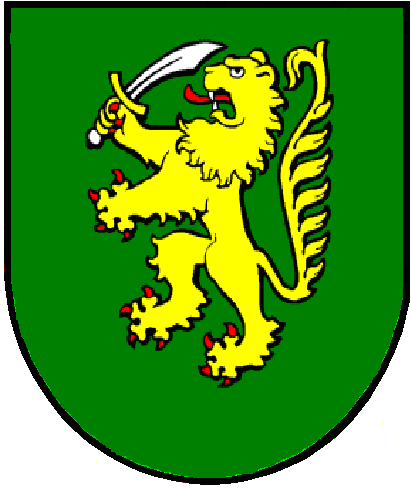
Kreis Calanca

Das Calancatal (italienisch und lombardische Sprache Val Calanca) ist ein Seitental des Misox. Die fünf Gemeinden im Calancatal gehören zur Region Moesa.
Das Calancatal ist wie das Misox, das Puschlav, das Bergell und das Dorf Bivio am Julierpass Teil des italienischsprachigen Gebietes des Kantons Graubünden.

## Geografie

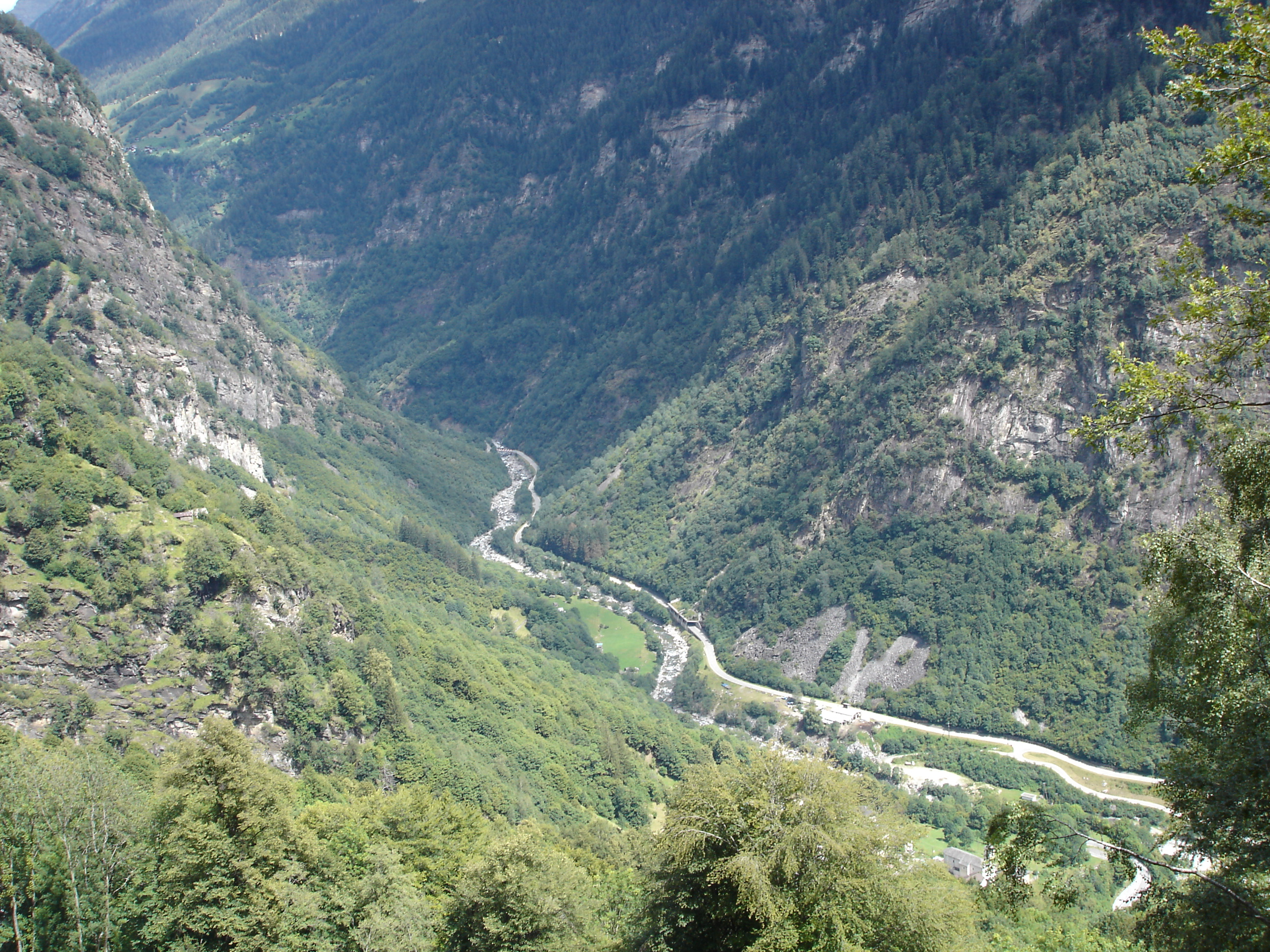
Blick ins Calanca zwischen Arvigo und Selma

Das Calancatal beginnt bei Grono (332 m ü. M.) und zieht sich parallel zum Misox im Osten und zur Tessiner Riviera im Westen 27 km nach Norden bis zum höchsten Punkt, dem Puntone di Fracion (3202 m ü. M.). Im Talboden fliesst die Calancasca, die bei Grono in die Moesa mündet. Das Klima im unteren Teil ist eher mild mit Kastanienbäumen, weiter oben wird es sehr alpin. 
In der Naturgeschichte des wilden Tales ereigneten sich oft Bergstürze. Die Ursachen liegen in der sich talwärts neigenden Schieferung der Gesteine an den Hängen sowie in der Erosion durch die Calancasca, die Felspartien am Talboden abträgt und damit die Berghänge destabilisiert. Im Juni 2007 stürzten 400.000 Kubikmeter Fels beim Steinbruch Arvigo ins Tal hinunter. Rund 400 Personen im hinteren Tal waren eingeschlossen, weil die einzige Strasse gesperrt werden musste.

## Geschichte
Das Tal wurde von Norden her (San Bernardino, Misox) besiedelt, weil es im Süden keinen passierbaren Zugang hatte. Der Name Calanca (abschüssig, steil) deutet auf ligurische Einwanderer (ca. 8. Jahrhundert v. Chr.). Die anfänglichen verstreuten Hofsiedlungen wurden mit dem Übergang zur arbeitsteiligen Alpwirtschaft aufgegeben. Ab dem 15. Jahrhundert bildeten sich einzelne Dörfer, wo die Bevölkerung aufwändige Arbeiten gemeinsam (Gemeinwerk) erledigte. Dazu gehörte das Anlegen und Unterhalten von Wasserleitungen und Alpwegen, die Säuberung der Alpweiden von Steinen und Geröll, das Begleiten und Hüten des Viehs auf den verschiedenen Alpstufen, die Herstellung von Alpkäse usw.
Seit dem 12. Jahrhundert gehörte das Calancatal mit dem Misox zur Herrschaft der in der Burg Mesocco residierenden von Sax (de Sacco). 1480 ging die Herrschaft an die Mailänder Grafen Trivulzio über. 1496 schloss sich die Talschaft zusammen mit dem Misox dem Grauen Bund als Schutzbündnis an. Zu dieser Zeit herrschte in der kleinen Alpenrepublik der Drei Bünde eine Aufbruchstimmung. Zur republikanischen Souveränität der vollen politischen Mündigkeit wollte man mit Hilfe der Reformation auch die Befreiung von der Vormachtstellung und politischen Mitbestimmung der katholischen Kirche.
Im Jahre 1549 erlangte das Calancatal durch den Loskauf von Trivulzio seine politische Unabhängigkeit. Mit der Kantonalisierung 1851 und der Gliederung in elf politische Gemeinden büsste das Calancatal einen Teil dieser Unabhängigkeit wieder ein.
In jüngster Zeit (2005) geriet das Calancatal im Rahmen der sogenannten Entleerungsstrategie der Neuen Regionalpolitik in die Schlagzeilen.  Eine Studie durch Basler Architekten glaubt, die Aufgabe von „unrentablen“ Berggebieten wäre finanziell von Vorteil. Kritiker wie die Organizzazione Regionale della Calanca verweisen jedoch auf die vielfältigen Aufgaben der peripheren Talschaften im Interesse des ganzen Landes (Erholungsraum für urbane Bevölkerung, Produktion erneuerbarer Energien, Wasserreserven, Schutz vor Naturgefahren wie Überschwemmung tieferliegender Täler usw.).
Bis 2015 gehörten alle Gemeinden des Calancatals zum Kreis Calanca (Circolo di Calanca). Diese gehörten zusammen mit dem Kreis Misox und Kreis Roveredo zum Bezirk Moesa, der 2016 durch die Region Moesa abgelöst wurde.
2024 entstand der Naturpark Calancatal, der die Natur- und Kulturlandschaft des Tales schützen und zugleich bekannt machen soll.

## Siedlungen und Bevölkerung
Die Dörfer des Calancatals sind mit dem Hauptort Arvigo in fünf politischen Gemeinden zusammengefasst:
- Castaneda
- Santa Maria in Calanca
- Buseno inkl. Molina
- Calanca, 2015 durch die Fusion der ehemaligen Gemeinden Arvigo (die sich 1980 mit Landarenca vereinigt hatte), Braggio, Selma und Cauco entstanden
- Rossa (1028 mit Augio und Santa Domenica fusioniert)

Das Calancatal hat seit 1733 eine abnehmende Bevölkerung. Versuche, die Entvölkerung zu stoppen, haben in den letzten Jahren zu einer Stabilisierung geführt.
| Bevölkerungsentwicklung | Bevölkerungsentwicklung | Bevölkerungsentwicklung | Bevölkerungsentwicklung | Bevölkerungsentwicklung | Bevölkerungsentwicklung | Bevölkerungsentwicklung | Bevölkerungsentwicklung |
| ----------------------- | ----------------------- | ----------------------- | ----------------------- | ----------------------- | ----------------------- | ----------------------- | ----------------------- |
| Jahr                    | 1733                    | 1773                    | 1850                    | 1950                    | 1990                    | 2000                    | 2010                    |
| Einwohner               | 2900                    | 2246                    | 1595                    | 1287                    | 740                     | 809                     | 796                     |

## Wirtschaft
Im Calancatal wird hauptsächlich Vieh- und Alp- und Holzwirtschaft betrieben, da die Steilhänge und die Höhenlage nur wenig Ackerbau zulassen (Roggen-, Weizen- und später Kartoffelanbau). Zahlreiche Auswanderer, die in den Nachbarländern als Korbflechter, Glaser, Pechverkäufer und Harzer arbeiteten, brachten dem Tal willkommene Zusatzeinkünfte.
Der grösste Arbeitgeber im Tal und einzige Industriebetrieb ist der Werksteinbruch der Firma Polti in Arvigo. Der «Calanchiner Gneis» wird wegen seiner Qualität geschätzt und zur Hälfte ins Ausland exportiert. Hier wurden auch die seltenen Minerale Babingtonit und Hedenbergit gefunden. Oberhalb Cauco wurde früher Speckstein (Lavez, Steatit) abgebaut und zu Gefässen verarbeitet.
Heute spielt im Sommer der Tourismus eine wichtige Rolle.

## Verkehr und Tourismus

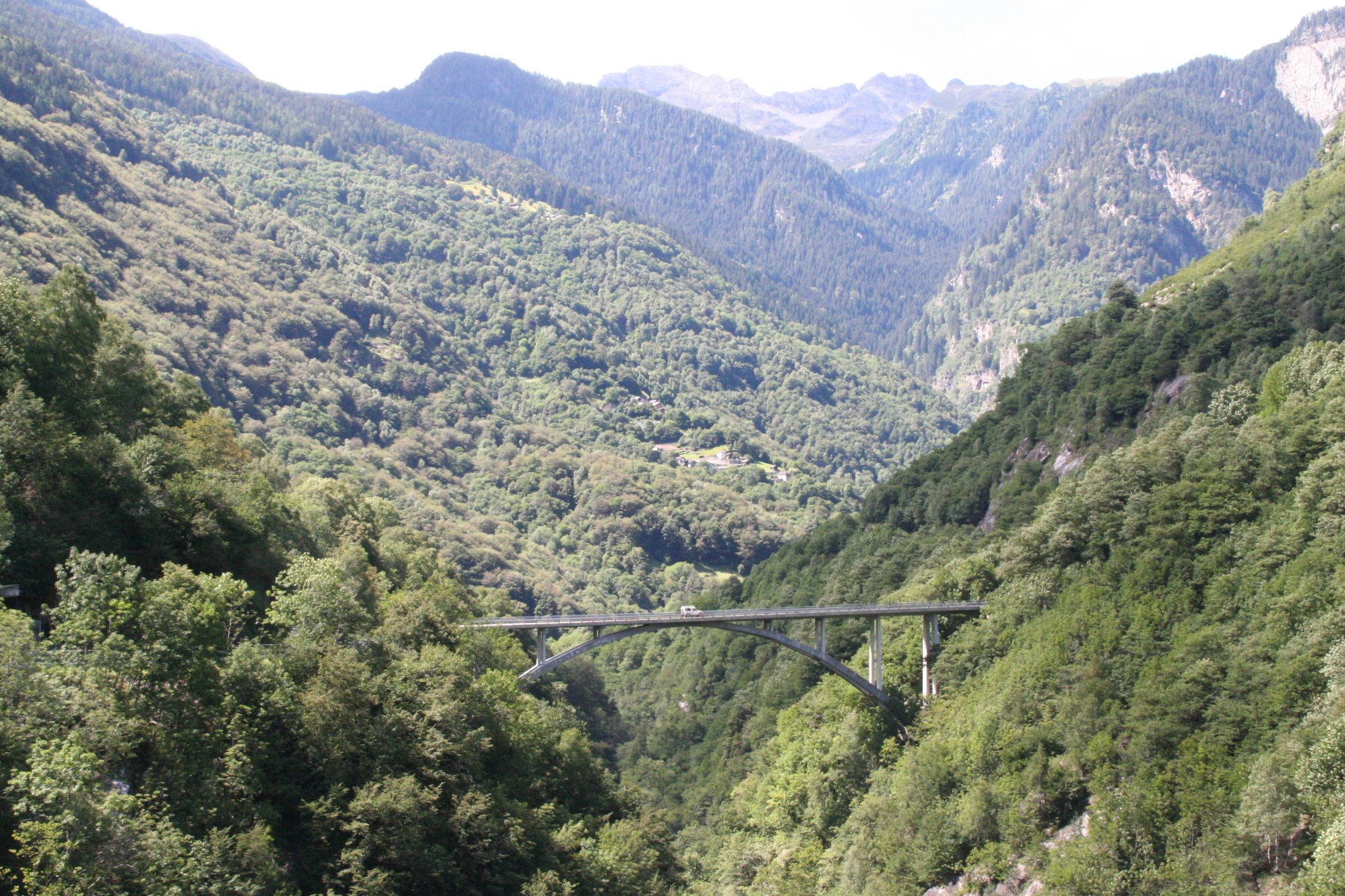
Viadukt eingangs Calancatal

Das Calancatal kann mit dem Auto nur vom Süden her ab Grono erreicht werden. Die Kantonsstrasse endet in Rossa. Es gibt eine Postautoverbindung ab Grono nach Rossa und nach Santa Maria in Calanca.
Das Calancatal ist eine wilde, noch sehr unberührte Landschaft. Das Gebirge ist durch zahlreiche Berg- und Wanderwege erschlossen; bekannt ist vor allem der Sentiero Alpino Calanca. Auf der linken Talseite gibt es mehrere Passübergänge mit Fusswegen ins Misox: der Pass de Omenit und der Pass di Passit (von Rossa nach San Bernardino), die Bocchetta di Trescolmen (von Valbella/Rossa nach Mesocco) und der Pass de Buffalora (von Rossa via Capanna Buffalora nach Soazza). Auf der rechten Talseite führen Pfade ins Riviera- und Bleniotal: die Bocchetta di Pianca Geneura (von Landarenca via Capanna Cava nach Biasca) und der Pass Giümela (von Rossa via Val Pontirone nach Malvaglia). Der Pizzo di Claro (2727 m ü. M.), ein bekannter Aussichtsberg der Südschweiz, kann von Landarenca (Luftseilbahn Selma-Landarenca) oder von der Capanna Brogoldone (Luftseilbahn Pizzo di Claro: Lumino TI - Monti-Savorù) bestiegen werden. Im Tal befinden sich einige Bouldergebiete.
Unterkünfte gibt es im Kultur-Hotel La Cascata in Augio, in Gasthäusern und den Dorfherbergen von Landarenca, Selma, Sta. Maria in Calanca und Cauco sowie in der direkt am Sentiero Alpino Calanca liegenden Buffalorahütte.
Über Ereignisse und Themen aus dem Tal berichtet die Radiosendung Voci del Grigione italiano.

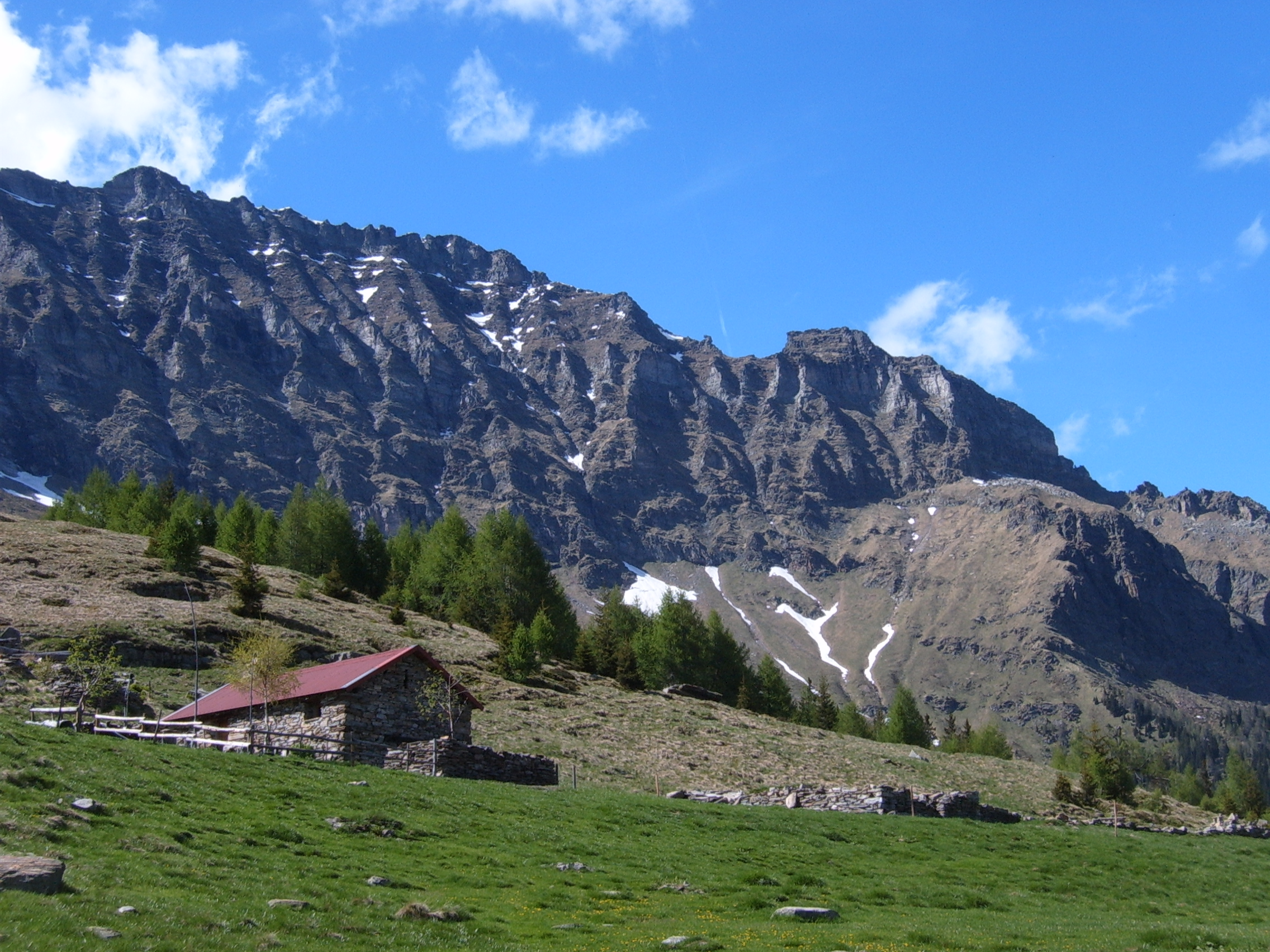
Die Alp de Cascinarsa oberhalb Rossa
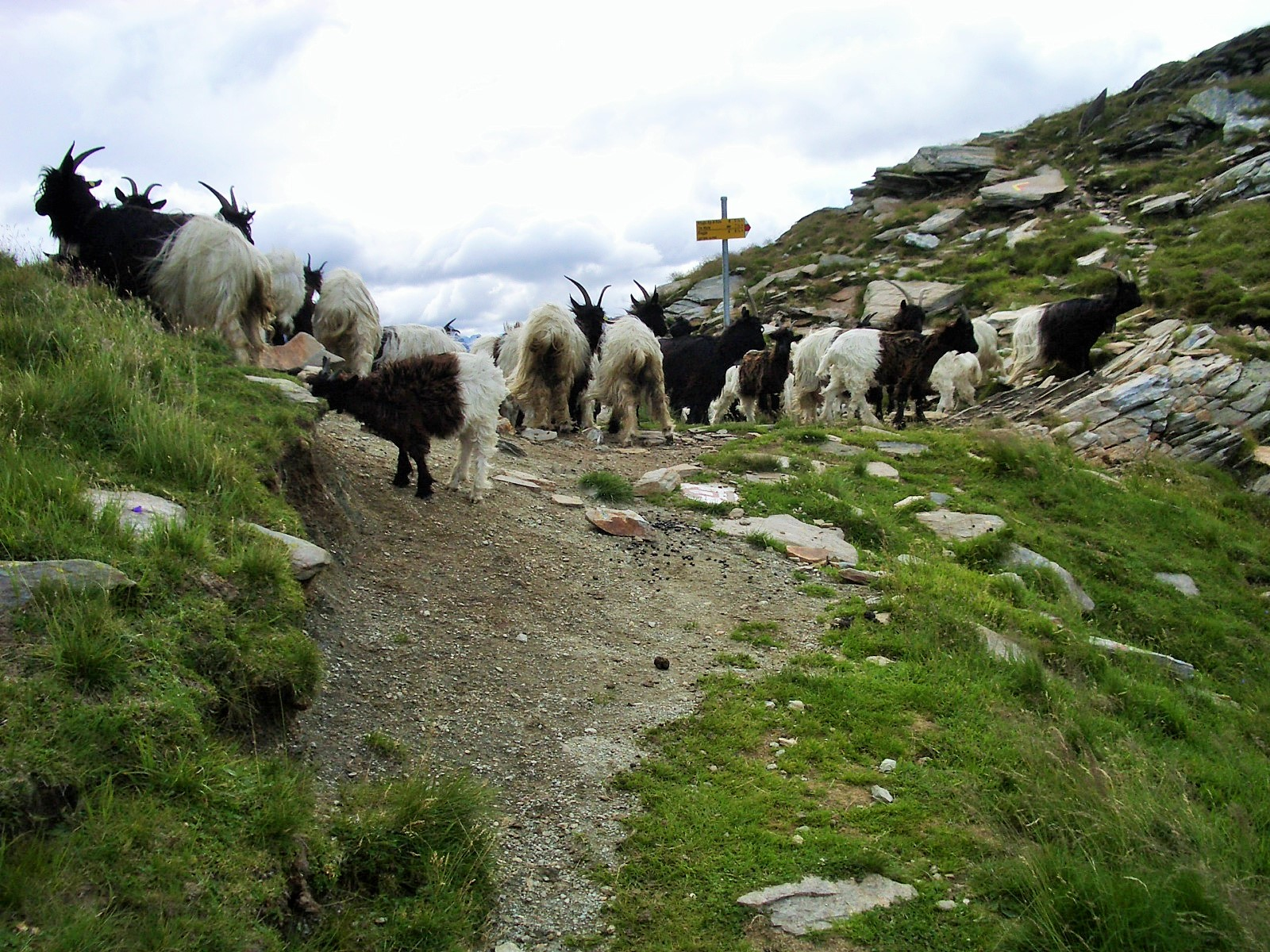
Pass de Buffalora
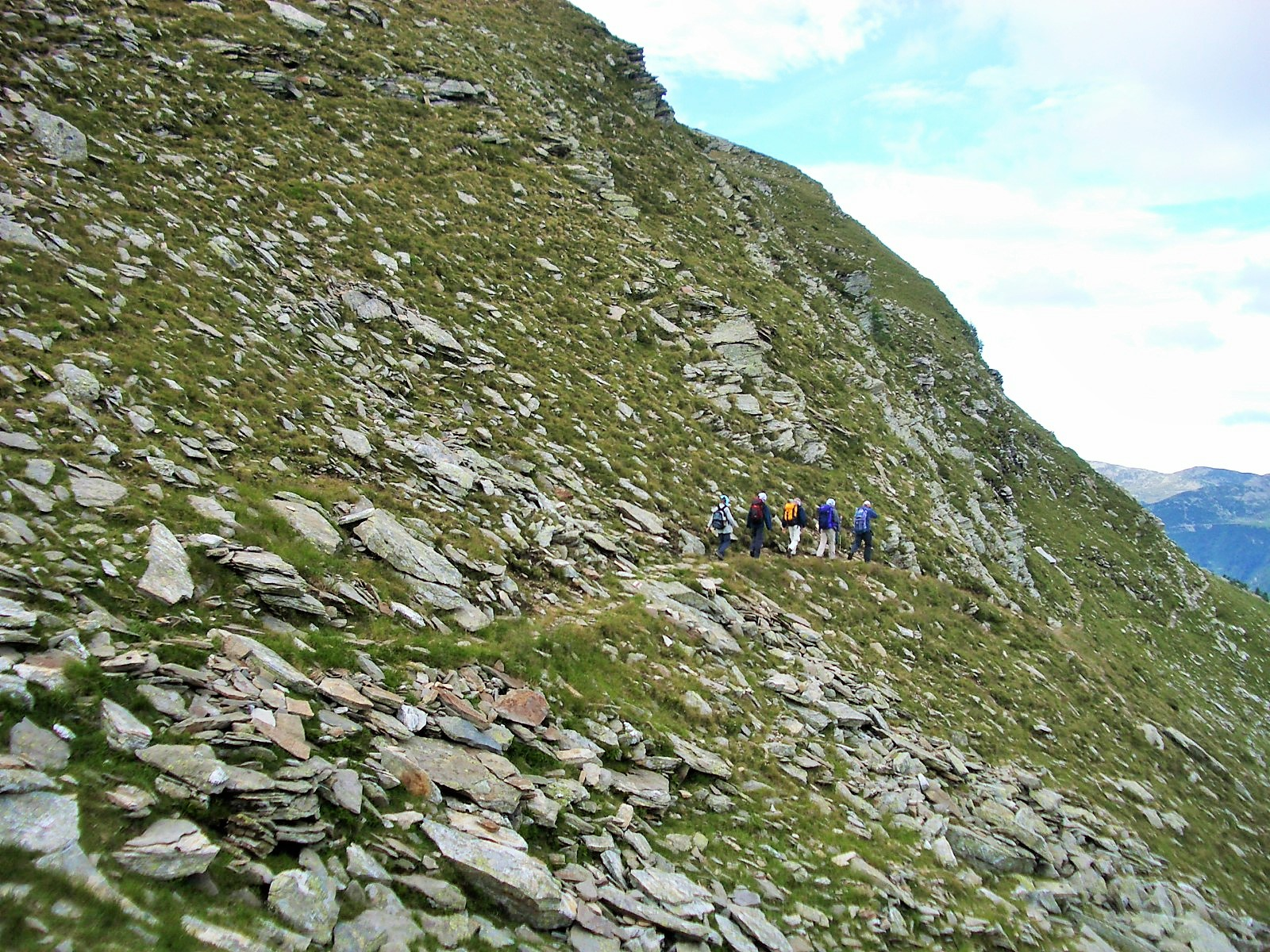
Sentiero Alpino Calanca - Westgrat der Cima del Nomnom
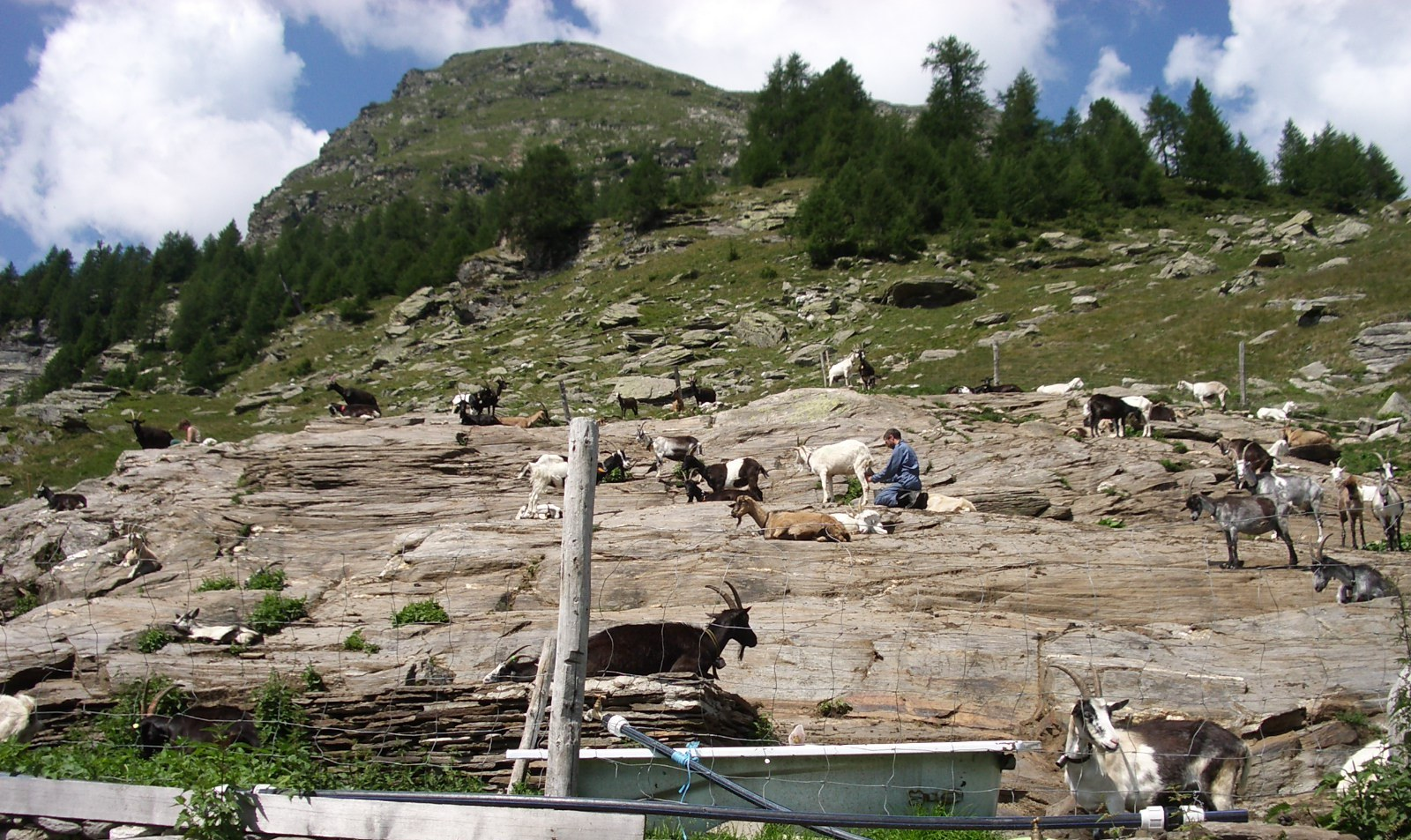
Ziegenmelken auf Alp de Naucal